# Square du Vermandois
Square du Vermandois är en återvändsgata i Quartier d'Amérique i Paris nittonde arrondissement. Gatan är uppkallad efter det tidigare grevskapet Vermandois. Square du Vermandois börjar vid Boulevard Sérurier 60.

## Omgivningar
- Saint-François-d'Assise
- Square du Laonnais
- Square du Vexin
- Avenue Debidour

## Bilder
| - Gatuskylt. - Saint-François-d'Assise. |

## Kommunikationer
- Tunnelbana – linjerna  – Pré-Saint-Gervais
- Busshållplats Lycée Diderot – Paris bussnät

### Webbkällor
- ”Square du Vermandois”. Mairie de Paris. https://web.archive.org/web/20160303214330/http://www.v2asp.paris.fr/commun/v2asp/v2/nomenclature_voies/Voieactu/9714.nom.htm. Läst 18 januari 2024.
- ”Square du Vermandois (19ème arrondissement)”. Les rues de Paris. https://web.archive.org/web/20160409122404/http://www.parisrues.com/rues19/paris-19-square-du-vermandois.html. Läst 18 januari 2024.